# Vriesea gigantea
Vriesea gigantea är en gräsväxtart som beskrevs av Charles Gaudichaud-Beaupré. Vriesea gigantea ingår i släktet Vriesea och familjen Bromeliaceae. Inga underarter finns listade i Catalogue of Life.

## Bildgalleri

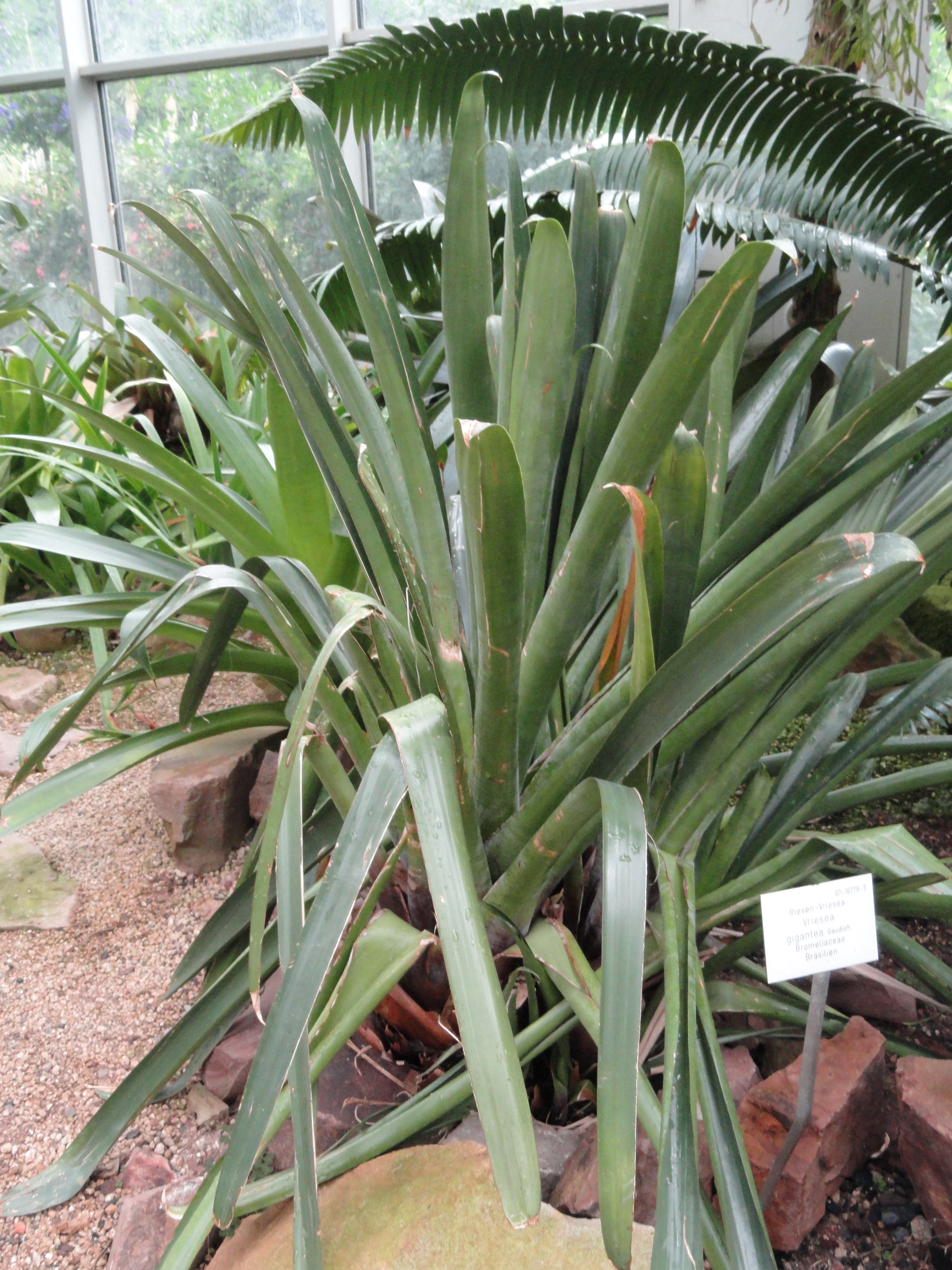